# Бегущий по лезвию (франшиза)
«Бегущий по лезвию» (англ. Blade Runner) — американская научно-фантастическая медиафраншиза в стиле нео-нуар, начало которой положил Филип Дик своим романом «Мечтают ли андроиды об электроовцах?» (1968). Книга стала основой для ряда фильмов, комиксов, театральных постановок и радио-сериала с одним и тем же главным героем — охотником на репликантов Риком Декардом.

## Фильмы и сериалы
Франшиза началась с фильма «Бегущий по лезвию», снятого режиссером Ридли Скоттом в 1982 году. Он не имел кассового успеха, но впоследствии стал культовым и оказал большое влияние на развитие научно-фантастического жанра. В том же году вышли новеллизация картины и комикс по её мотивам. В 1995—2000 годах были опубликованы три романа Кевина У. Джеттера, ставшие продолжением романа Дика.
В 2017 году на экраны вышел фильм Дени Вильнёва «Бегущий по лезвию 2049», сиквел первой картины. Перед этим появились три короткометражные ленты, подробно описывающие события 2019—2049 годов. В 2021 году состоялась премьера аниме-сериала «Бегущий по лезвию: Чёрный лотос».
В феврале 2022 года началась работа над сериалом «Бегущий по лезвию 2099», действие которого происходит через 50 лет после событий, показанных Дени Вильнёвом.

## Игры
На основе сюжета первого фильма были выпущены две компьютерные игры:
- В 1985 году на платформах Commodore 64, ZX Spectrum и Amstrad CPC вышла Blade Runner[англ.]
- В 1997 году компания Westwood Studios выпустила на ПК игру Blade Runner